# Kamini Kaushal
Kamini Kaushal, nom de scène d'Uma Kashyap, née le 24 février 1927 à Lahore, est une actrice de télévision et du cinéma indien.

## Biographie
Kamini Kaushal est surtout connue pour ses rôles dans des films tels que La Ville basse (1946), qui a remporté la Palme d'or du Festival de Cannes, en 1946 et Biraj Bahu (1955), qui lui vaut le Filmfare Award de la meilleure actrice, en 1956.
En 2015, le Prix Filmfare pour l'œuvre d'une vie lui est décerné.